# Jekimowiczskoje
Jekimowiczskoje (ros. Екимовичское сельское поселение) – jednostka administracyjna (osiedle wiejskie) wchodząca w skład rejonu rosławskiego w оbwodzie smoleńskim w Rosji.
Centrum administracyjnym osiedla wiejskiego jest sieło Jekimowiczi.

## Geografia
Powierzchnia osiedla miejskiego wynosi 217,3 km², a jego główną rzeką jest Desna. Przez terytorium jednostki przechodzi droga federalna A-130 (Moskwa – Małojarosławiec – Rosław – granica z Białorusią) oraz linia kolejowa do Smoleńskiej Elektrowni Atomowej.

## Historia
Osiedle powstało na mocy uchwały obwodu smoleńskiego z 28 grudnia 2004 r., z późniejszymi zmianami – uchwała z dnia 20 grudnia 2018 roku, w wyniku której w skład jednostki weszły wszystkie miejscowości zlikwidowanych osiedli Bogdanowskoje i Iwanowskoje.

## Demografia
W 2020 roku osiedle wiejskie zamieszkiwało 2272 osób.

## Miejscowości
W skład jednostki administracyjnej wchodzi 35 miejscowości, w tym 2 sieła (Jekimowiczi i Bogdanowo) i 33 dieriewnie. Ze składu osiedla ubyła zlikwidowana dieriewnia Chutor Konienkow.